# Фітоценоз
Фітоцено́з (від грец. phyton— рослина і koinos — загальний, спільний), або рослинне угруповання — закономірне поєднання рослин на тій чи іншій території з певними взаємостосунками між ними і з властивими їм умовами місцезростання.
Існує багато інших визначень фітоценозу.
Згідно з визначенням Володимира Сукачова фітоценозом, або рослинним угрупованням, слід називати будь-яку сукупність як вищих, так і нижчих рослин, які займають дану однорідну ділянку земної поверхні, з лише їм властивими взаємостосунками й умовами місцезростання, які створюють своє особливе середовище, фітосередовище.[джерело?]
Фітоценоз — сукупність рослинних організмів на відносно однорідній ділянці, які перебувають у взаємодії між собою, з тваринами і навколишнім середовищем. Фітоценози будь-якої місцевості у своїй сукупності становлять її рослинність. Кожний фітоценоз характеризується певним видовим складом. Морфологічна структура фітоценозу визначається просторовим розподілом рослин (див. ярусність, синузія, екологічна ніша). Періодичність розвитку рослин у фітоценозі виявляється у зміні його аспектів. Рослини фітоценозу в процесі своєї життєдіяльності впливають на ґрунт і клімат, формуючи внутрішній фітоклімат; разом з тваринами, що живуть у ньому, входять до складу біоценозу. Фітоценоз є динамічною системою, якій властива сезонна і різнорічна мінливість компонентів під впливом екологічних умов. Одні фітоценози з часом замінюються іншими (див. сукцесія). У стабільних фітоценозах види рослин перебувають один з одним та з зовнішнім середовищем в екологічній рівновазі.
Це історично складена сукупність видів рослин, що існує на території з більш-менш однотипними кліматичними, ґрунтовими та іншими умовами. Характеризується певним видовим складом, структурою та взаємодією рослин між собою і з зовнішнім середовищем.

## Структура фітоценозу
Структура фітоценозу (англ. structure of phytocoenosis, від лат. structura — будова, розташування) — поняття, що трактується різними авторами по-різному (в широкому плані огляд різних аспектів структури екосистем дано О. П. Левичем); мабуть, найбільш доцільно розглядати С. ф. як синонім будови фітоценозу. С. ф. включає широке коло питань, які В. В. Мазінг, О. А. Ніценко та ін. групують у такі розділи:
- С. ф. морфологічна (сінморфологія),
- просторова або хорологічна (структура фітоценозів вертикальна, структура фітоценозів горизонтальна, структура фітоценозів геометрична),
- хронологічна (структура фітоценозів в часі),
- конституційна (поняття запропоновано Т. А. Работновим[5]; див. ценопопуляції, фітоценотипи, композиція флористична — не тільки якісне, а й кількісне співвідношення видів;
- структура фітоценозу еколого-біологічне — поняття В. М. Голубєва[6]),
- процесуальна (поняття О. А. Ніценко; розподіл у часі та просторі фізіологічних функцій компонентів фітоценозу),
- структура фітоценозу функціональна (поняття В. В. Мазінга).
- С. ф. як частини екосистеми в процесах кругообігу речовин в екосистемі і потоків енергія та інформації тощо.

### Геометрична структура
Структура фітоценозу геометрична — просторове розташування (архітектоніка) листків рослин фітоценозу у зв'язку з їх пристосованністю до умов місцеперебування. Одним з перших якісне дослідження С.ф.г. провів у 1880 р. Візнер (нім. Wiesner). У зв'язку із завданнями моделювання продукційного процесу (див. Продуктивність біологічна) виникла необхідність кількісного опису С.ф.г. Загальновизнаними є методи, розроблені естонськими дослідниками Ю. К. Россом, X. Г. Тоомінгом, Т. А. Нільсоном та ін. С.ф.г. характеризується площею листя в одиниці об'єму фітоценозу на певній висоті і просторовою орієнтацією листочків.

### Вертикальна структура
Структура фітоценозу вертикальна — будова фітоценозу у вертикальному вимірі. С.ф.в. різноманітна і залежно від особливостей фітоценозу може бути безперервною або дискретною. У першому випадку ніяких об'єктивно існуючих окремостей розрізнити не вдається і увесь фітоценоз сприймається як єдиний безперервний зелений шар (вертикальний фітоценотичний континуум, наприклад, тропічні ліси, заплавні чагарники, більшість лугових і лучно-степових співтовариств та ін.). У другому випадку поділ фітоценозу на «шари» вловлюється візуально (паприклад, бореальні ліси).
Основним елементом С.ф.в. є ярус; як правило, різні яруси утворені різними життєвими формами. За цією ознакою першим класифікував яруси в 1921 р. Дю Ріє (фр. Du Rietz). Розрізняють деревний ярус (англ. tree layer), чагарниковий (англ. shrub layer), трав'яний або трав'яно-кущоватий (англ. herb layer) і мохово-лишайниковий (англ. moss-lichnes layer). Однак, іноді один ярус об'єднує види різних життєвих форм (наприклад, підрост в ярусі підліску).
Існуюче біологічне трактування ярусності не дозволяє відносити види чужої життєвої форми до ярусу на тій підставі, що їх перебування в цьому ярусі тимчасове. У таких випадках поряд з ярусами пропонується виділяти пологи (частина ярусу при його горизонтальному розчленуванні; наприклад, полог крон дерев). Подібне ускладнене трактування часто виявляється незручним для практичних цілей і краще дотримуватися чисто морфологічного розуміння ярусу, як дискретного шару помітного всередині фітоценозу.
При відсутності ярусності (вертикальному континуумі) доцільно виділяти шари умовно по різній висоті (від і до); при цьому різноякісність таких шарів у житті фітоценозу (і всієї екосистеми) дозволяє говорити про фітоценогоризонти (за аналогією з біогеоценотичними горизонтами Ю. П. Бялловича). Іноді говорять про підземну ярусність (на противагу надземній), хоча тут вертикальний континуум вже стає правилом. Існують позаярусні рослини (наприклад, ліани, епіфіти і т.i.).

### Горизонтальна структура
Структура фітоценозу горизонтальна — будова фітоценозу в горизонтальному вимірі. Проявляється у гетерогенності фітоценозів (мозаїчності), яка породжена біологією розмноження та формами росту, взаємними відносинами і шумовими ефектами розсіювання зачатків. Вихідні екотопічні варіації середовища не можуть служити джерелом виникнення мозаїчності і викликають інші за природою явища комплексності.
Взаємодія різних факторів, що викликають мозаїчність, має випадковий характер з унікальними (індивідуальними) наслідками. Це робить вкрай рідкісними випадки закономірного повторення «плям» (англ. patches) рослинності з більш-менш стійкою флористичною композицією або співвідношенням видів за масою і підтверджує на внутрішньофітоценотичному рівні концепцію континууму рослинності. В деяких випадках, коли в складі співтовариства є сильний середовищеутворювач, неоднорідність його розміщення може викликати більші або менші (зумовлені притяганням або відштовхуванням) плями рослинності, які називають мікроугрупованнями (мікроценозами). Мікроугруповання ценотичного змісту названо М. В. Дилісом «парцела».
В. В. Мазінг запропонував виділяти такі модельні (ідеальні) типи горизонтального розчленування: структура радіальна (відрізняється високим ступенем впорядкованості, види або мікроугруповання в співтоваристві розташовуються кільцеподібно навколо деякого центру, градієнти факторів спрямовані уздовж радіусів), смуговий (види або мікроугруповання йдуть паралельними рядами, градієнти факторів паправлені перпендикулярно до цих смуг; така структура може розглядатися як граничний варіант радіальної структури при нескінченно великому радіусі) і чарункова (ячеїста, складається з неорієнтованих елементів — видів або мікроугруповань).
Ці три основних типи С. ф. г. дозволяють отримувати різні і більш складні типи структур співтовариств (наприклад, острівкову, деревоподібну, комплексну і т. д.). Урахування типів структур зумовлює спосіб розміщення пробних майданчиків, розташування трансект і т. д. Методи вивчення С. ф. г. розпадаються на класи аналізу розподілу і аналізу розміщення (без фіксації і з фіксацією положення в просторі облікових описів) і можуть бути реалізовані і на популяційному рівні і на ценотичному (рівні поєднань видів).

### Функціональна структура
Структура фітоценозу функціональна — структура форм організації фітоценозу на основі взаємин його компонентів. Елементами С.ф.ф. є ценоелементи, ценочарунки, синузії, ценопопуляції і т. д. Функціональна структура біоценозу (елементом є консорція, в основі якої лежать харчові зв'язки) отримала спеціальну назву — біоценотичний коннекс (нім. Biozönotische Konnex).

### Еколого-біологічна структура
Структура фітоценозу еколого-біологічна — кількісний склад біоморф і екоморф видів фітоценозу за індивідуалізованими ознаками. Найважливішими ознаками є:
- основна біоморфа,
- тип структури кореневої системи і наземних пагонів,
- спосіб наростання і циклічність розвитку пагонів,
- спосіб перезимівлі,
- характер плодоношення і диссемінації,
- екологічний тип по відношенню до різних факторів (водного, температурного, світлового режиму,
- багатства ґрунту, ступеню його засолення та ін.).

С.ф.е.-б., виражена кількісно, характеризує пристосувальні риси компонентів даного фітоценозу і визначає його специфіку. Аналогічно можливо визначення С.ф.е.-б. на рівні фітоценону.

## Система фітоценотичних типів рослин
В. М. Сукачов (1928) та Г. І. Поплавська (1924) на основі вивчення рослинності степу заповідника Асканія-Нова на півдні України розробили систему фітоценотичних типів рослин, що складають рослинне угруповання:
- едифікатори і асектатори;
- автохтонні і адвентивні види.